# جوناس هاكينن
جوناس هاكينن (بالفنلندية: Jonas Häkkinen)‏ هو لاعب كرة قدم فنلندي وكندي، ولد في 21 مارس 1999 في فانكوفر في كندا. لعب مع نادي فآسا.

## وصلات خارجية
- جوناس هاكينن على موقع قاعدة بيانات كرة القدم.إي يو (الإنجليزية)
- جوناس هاكينن على موقع Soccerway.com (الإنجليزية)
- جوناس هاكينن على موقع عالم كرة القدم.نت (الإنجليزية)